# Ананино (Андреапольский район)
Ананино — деревня в Андреапольском районе Тверской области России. Входит в состав Аксёновского сельского поселения.

## Население
| 2002 | 2010 |
| ---- | ---- |
| 0    | →0   |